# GUIビルダ

NetBeans GUIビルダー

グラフィカル・ユーザーインターフェイス・ビルダ（英: graphical user interface builder）は、デザイナーがWYSIWYGエディタ内でドラッグ・アンド・ドロップでグラフィカルコントロール要素（ウィジェットと呼ばれることが多い）を配置できるようにすることで、 GUIの作成を簡素化するソフトウェア開発ツールのこと。GUIデザイナ、GUIビルダとも呼ばれる。GUIビルダがない場合、GUIはソースコードで各ウィジェットのパラメータを手動で指定することによって構築することになり、プログラムが実行されるまでGUIを実際に見ることができない。
ユーザーインターフェイスは通常、イベント駆動型アーキテクチャを使用してプログラムされるため、GUIビルダはイベント駆動型コードの作成も簡素化する。このサポートコードは、ウィジェットを、アプリケーションロジックを提供する関数をトリガーする発信イベントと着信イベントに接続する。
たとえば、Glade Interface DesignerなどのいくつかのGUIビルダは、グラフィカルコントロール要素のすべてのソースコードを自動的に生成する。一方、Interface Builderは、シリアル化されたオブジェクトインスタンスを生成し、それがアプリケーションによってロードされる。

## GUIビルダーの一覧

### C言語ベース
- GTK+/Glade Interface Designer
- XForms (toolkit)
- X Toolkit Intrinsics
- Motif

### C＃ベース
- UWP / Windows Presentation Foundation / Windows Forms
  - Microsoft Visual Studio XAMLエディター、 XAMLベースのGUIレイアウト
  - Microsoft Expression Blend
  - SharpDevelop

- Xarmarin.Forms/ .NET Core
  - Xamarin Studio

### C++ベース
- UWP / Windows Presentation Foundation / WinForms
  - Microsoft Visual Studio XAMLエディター、 XAMLベースのGUIレイアウト
  - Microsoft Blend
- C++ Builder / VCL（Visual Component Library）
- Qt Creator/Qt
- FLTK
- wxWidgets
  - wxGlade
  - wxFormBuilder
  - wxCrafter（ CodeLiteのプラグイン）
- Projucer

### Objective-C/Swiftベース
- Cocoa (API)/ OpenStep
- GNUstep
- Gorm

### Javaベース
- Android Studio 、XMLベースのGUIレイアウト
- NetBeans GUI設計ツール

### HTML / Javascriptベース
- Adobe Dreamweaver （Webアプリケーションユーザーインターフェイスビルダー）
- Apache Cordova / PhoneGap

### ObjectPascalベース
- Delphi / VCL（Visual Component Library）
- Lazarus

### Tkフレームワークベース
- Tk (フレームワーク)
- ActiveState Komodo （GUIビルダは既になくなっている[いつ?]）

### VisualBasicベース
- UWP / Windows Presentation Foundation / Windows Forms
  - Microsoft Visual Studio XAMLエディター、 XAMLベースのGUIレイアウト
  - Microsoft Expression Blend

### その他
- Adobe Animate
- Android用AppInventor
- AutoIt
- Axure RP
- Interface Builder
- Crank Storyboard Suite
- Embedded Wizard
- FLUID
- GEM
- Resource construction set
- Stetic
- LucidChart
- OpenWindows
- Scaleform
- Ultimate++
- Wavemaker

## 開発環境の一覧

### GUIビルダーを備えたIDE
- 4D
- ActiveState Komodo （GUIビルダーが付属しなくなった[いつ?]）
- Android Studio
- AutoIt3
- C ++ Builder
- Clarion
- Code::Blocks
- CodeLite
- dBase
- Embedded Wizard
- Delphi
- Eclipse
- Gambas
- IntelliJ IDEA
- JDeveloper
- KDevelop
- LabWindows/CVI
- LANSA
- Lazarus
- Liberty BASIC
- Microsoft Visual Studio
- MonoDevelop
- MSEide+MSEgui
- MyEclipse
- NetBeans
- OutSystems
- PascalABC.NET（英語版）
- PureBasic
- Qt Creator
- SharpDevelop
- Softwell Maker（英語版）
- Xcode
- Xojo